# 그레이엄 월러스

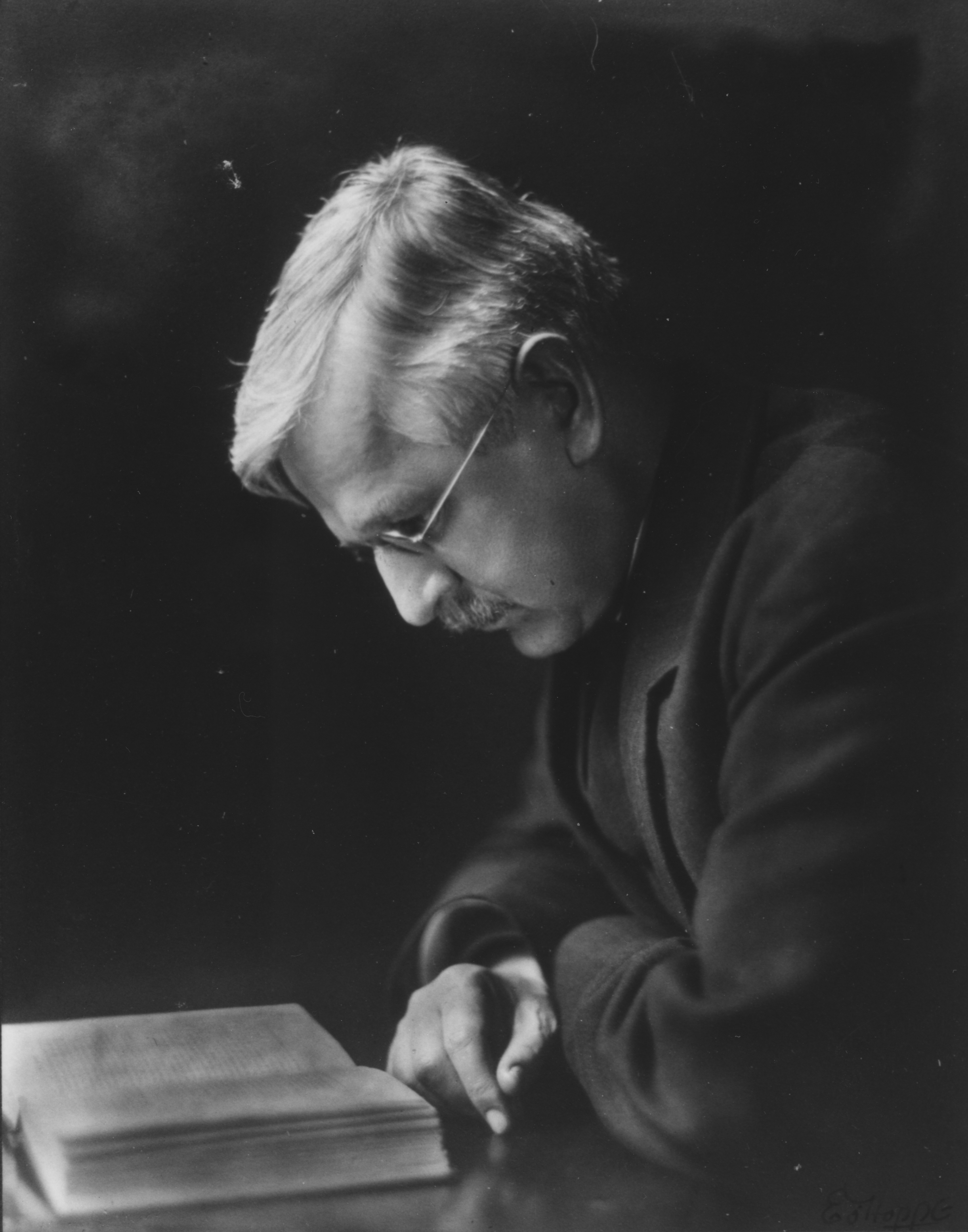
1920년대에 촬영된 그레이엄 월라스의 초상

그레이엄 월라스(Graham Wallas, 1858년 5월 31일 ~ 1932년 8월 9일)는 영국의 사회주의자, 사회 심리학자, 교육학자, 페이비언 협회의 지도자이자 런던 정치경제대학교의 공동 설립자였다.

## 생애
몽크위어마우스, 선덜랜드에서 태어난 월라스는 나중에 정치인이 된 캐서린 월라스의 오빠였다. 그는 슈루즈버리 스쿨과 코퍼스 크리스티 칼리지 (옥스퍼드)에서 교육을 받았다. 옥스퍼드에서 월라스는 자신의 종교를 버렸다. 그는 1885년 성찬에 참여하지 않기 위해 사임할 때까지 하이가이트 스쿨에서 가르쳤다. 그는 합리주의 출판 협회와 휴머니스트 UK(당시 윤리 연합)의 회장이었다.
월라스는 1886년 4월 지인인 시드니 웹과 조지 버나드 쇼의 뒤를 이어 페이비언 협회에 가입했다. 그는 1904년 조지프 체임벌린의 관세 정책에 대한 페이비언의 지지에 항의하여 사임했다. 1894년 그는 진보당 (런던) 소속으로 런던 교육청에 선출되었다.
1897년 12월 18일 그는 작가 에이다 래드포드와 결혼했다. 이듬해 그들은 딸 메이 월라스(May Wallas)를 낳았는데, 메이는 디프테리아와 독감을 극복하고 어머니처럼 뉴넘 칼리지에 진학했다. 메이는 1940년 컬렉션인 《남성과 사상: 그레이엄 월라스의 에세이(Men and Ideas: Essays by Graham Wallas)》를 포함하여 아버지의 많은 작품을 출판했다.
월라스는 1897년 교육청의 학교 관리 위원회 의장이 되었으며, 1907년 패배하기 전까지 교육 개혁 장려와 공립학교의 학업 수준 향상이 그의 주요 활동 중 일부였다.
그는 1890년 대학 확장 강사로 임명되었고 1895년부터 새로 설립된 런던 정치경제대학교에서 강의했다. 1898년 그는 19세기 초의 공리주의 급진주의자 프랜시스 플레이스의 전기(傳記)를 출판했다. 그의 가장 중요한 학술 저술은 《정치에서의 인간 본성(Human Nature in Politics)》(1908)과 그 후속작인 《위대한 사회(Great Society)》(1914), 《우리의 사회 유산(Our Social Heritage)》(1921)이었다.

## 사상
월라스는 《위대한 사회: 심리적 분석(The Great Society: A Psychological Analysis)》(1914)에서 사회심리적 분석이 산업 혁명이 현대 사회에 미친 영향으로 인해 발생한 문제들을 설명할 수 있다고 주장했다. 그는 현대 사회에서 천성과 양육의 역할을 대조하며 인류가 주로 양육의 개선에 의존해야 한다고 결론 내리고, 더 강력한 국제 협력의 발전에 대한 믿음을 가졌다.
《사고의 기술(The Art of Thought)》(1926)에서 그는 헤르만 폰 헬름홀츠와 앙리 푸앵카레의 작업을 바탕으로 준비(또는 포화), 잠복, 깨달음, 검증의 4단계 과정으로 구성된 창조적 과정의 최초의 완전한 모델 중 하나를 제시했다. 이는 창의성에 대한 학술 논문에서 여전히 높은 인용 빈도를 보이고 있다.

## 저서
- 사회주의 하의 재산(Property Under Socialism) (1889).
- 무엇을 읽을 것인가: 사회 개혁가들을 위한 책 목록(What to Read: A List of Books for Social Reformers) (1891).
- 프랜시스 플레이스의 생애, 1771–1854(The Life of Francis Place, 1771–1854) (1898).
- 정치에서의 인간 본성(Human Nature in Politics) (1908).
- 위대한 사회: 심리적 분석(The Great Society: A Psychological Analysis) (1914).
- 우리의 사회 유산(Our Social Heritage) (1921).
- 사고의 기술(The Art of Thought) (1926).
- 사회적 판단(Social Judgment) (1934).

## 더 읽어보기
- 마틴 위너 (1971). 두 세계 사이: 그레이엄 월라스의 정치 사상(Between Two Worlds: the political thought of Graham Wallas), 옥스퍼드: 클래런던 프레스
- 아시타난다 로이, 그레이엄 월라스의 심리적 정치(The Psychological Politics of Graham Walls)